# Ermita de Nuestra Señora de los Remedios (Colmenar Viejo)
La ermita de Nuestra Señora de los Remedios está situada en el municipio español de Colmenar Viejo, en la parte septentrional de la Comunidad de Madrid. Se encuentra a unos cuatro kilómetros del casco urbano, en la carretera que se dirige a Guadalix de la Sierra.
Alberga la imagen de Nuestra Señora de los Remedios, patrona de Colmenar Viejo, que fue descubierta en 1914 durante una reforma de la anterior imagen, llamada «de vestir», cuando se descubre oculta en su interior. Esta pequeña imagen responde a la tipología de Virgen sentada en un trono con el Niño sentado en la rodilla izquierda, que históricamente tiene su período de esplendor a partir del siglo XII.
La ermita es el centro de un importante enclave arqueológico del norte de la Comunidad de Madrid. Dentro del edificio destaca la existencia de un pilar de piedra con dos tipos de inscripciones. En el primero, situado en su parte posterior, hay seis letras de origen latino, abreviaturas de TER AVC, y que se cree, podría tratarse de un mojón indicativo de los límites de separación entre territorios administrativos de la época romana. La segunda inscripción, de fecha desconocida y difícil lectura, trata sobre la fecha en la que se halló la actual imagen de la Virgen.

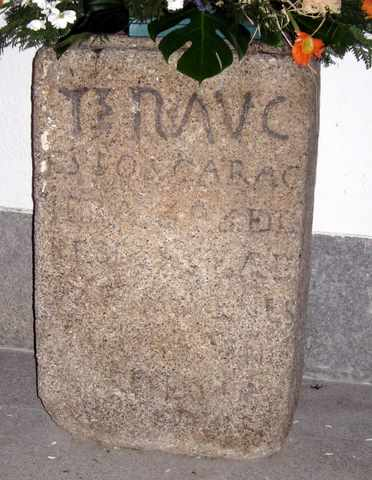
Mojón romano. Actualmente usado como pedestal para flores dentro de la ermita.

Delante de la puerta de acceso a la ermita se encuentra un pórtico aislado, traído desde el casco urbano en los años 1940, habiendo pertenecido al antiguo Hospital de pobres de Colmenar Viejo (siglo XVI).
Parte de las escenas de la película El Cid (1961), dirigida por el estadounidense Anthony Mann y con la actuación en los papeles principales de Charlton Heston y Sophia Loren, fueron rodadas en la ermita.
En el exterior, destacan los restos arqueológicos de la necrópolis visigoda de Remedios encontrada en el recinto anexo a la ermita.
La Ermita ha alojado diferentes rodajes cinematográficos desde los años cincuenta del siglo XX, siendo el de El Cid el más recordado.